# Casa la Miguela
La Casa la Miguela és una obra modernista de Gandesa (Terra Alta) inclosa a l'Inventari del Patrimoni Arquitectònic de Catalunya.

## Descripció
Situat a l'eixampla de la carretera de Mora, és un edifici modernista amb façana de formes vegetals, molt rugosa, de tres plantes, la baixa malmesa, ja que inicialment arrencaven d'aquesta una espècie de columnes a tipus de ceps de vinya que enllaçaven amb les plantes superiors. Al primer pis hi ha un petit mirador junt un balcó d'igual factura que els altres dos del nivell superior, aquest té llinda i brancals amb relleus de troncs d'arbre. La barana presenta ramificacions entrecreuades, igual que la terrassa superior, ara coberta d'uralita.
Els altres paraments verticals segueixen tenint la textura rugosa, fet d'estuc.
Actualment, bona part de la decoració modernista de la façana ha desaparegut.